# Obvod dráhy
Obvod dráhy je podle českého Zákona o drahách území určené územním rozhodnutím pro stavbu dráhy.

## Vymezení
Obvod dráhy u celostátní a regionální dráhy vymezují svislé plochy, které jsou vedené hranicemi pozemků určenými pro umístění dráhy a její údržbu. U ostatních drah (vlečky či speciální dráhy) je vymezen také svislými plochami, tyto jsou vedené 3 m od osy krajní koleje, či jakéhokoliv dalšího zařízení nutného pro provoz dráhy (tažného lana, elektrického vedení apod.)